# Кременчугская жизнь
«Кременчугская жизнь» (рос. «Кременчуцьке життя») —  літературно-громадська та політично-економічна газета, що виходила у Кременчуці 1910 року.
Редактор-видавець: Є. Ш. Амітін-Шапіро. Періодичність виходу: 1—3 рази на тиждень.
Перший номер газети вийшов 27 лютого, останній — 30 вересня.
З 2 жовтня замість «Кременчугской жизни» почала виходити газета «Кременчугский голос» з тим самими штатом працівників.